# Brgujac
Brgujac je malo mjesto na jugoistočnoj strani otoka Visa, između sela Rukavac i Milna, udaljeno od samog grada Visa 15-ak minuta automobilom. 
Do njega se može doći autom iz Visa preko Velog Polja i Podstražja. Nasuprot uvale Brgujac je otočić Ravnik sa svojom Zelenom špiljom, te trio otočića Budikovac, Mali Budikovac i Sanak. Selo čine stariji, gornji dio na obronku malog brdašca, te nekad ribarski, donji dio koji je danas pretvoren u vikendaško naselje (Steralo).